# Exphora perinetensis
Exphora perinetensis är en insektsart som beskrevs av Synave 1966. Exphora perinetensis ingår i släktet Exphora och familjen Nogodinidae. Inga underarter finns listade i Catalogue of Life.